# 北信運転免許センター
北信運転免許センター（ほくしんうんてんめんきょセンター）は、長野県長野市川中島町原にある長野県警察が管理する運転免許試験場である。旧署名は東北信運転免許センター。

## 概要
長野県の自動車運転免許に関連する業務は当センターをはじめ、佐久市の東信運転免許センター、塩尻市の中南信運転免許センターの3箇所で実施している。
免許試験のうち技能試験については2008年6月4日以降、当センターでは中型免許の一種・仮免、普通免許の二種・一種・仮免のみを実施しており、それ以外の種別の技能試験は中南信センターのみで実施している。また東信センターと飯田市の飯田警察署では学科試験のみを実施している。
免許証の更新業務は当センターと東信センター、中南信センターで実施している。各センターは住所地の管轄を問わず更新申請が可能で、即日交付を受けることができる。住所地管轄の警察署と一部の交番で更新を申請した場合は後日交付となり、約1か月を要する。

## 所在地
長野県長野市川中島町原704-2

## 周辺
- 長野県道77号長野上田線
- 長野県道86号戸隠篠ノ井線
- ドリームモータースクール昭和
- マルハン川中島店
- コヤマ川中島工場

## 交通
- JR信越本線・篠ノ井線・しなの鉄道線 篠ノ井駅から徒歩約20分
- 篠ノ井駅東口1番バスのりば、長野駅善光寺口バスロータリー2番のりばからアルピコ交通「32 運転免許センター篠ノ井線」で「運転免許センター入口」下車後徒歩約7分